# Elephants Dream
«Elephants Dream» — компьютерный анимационный фильм, основной особенностью которого является то, что он создан с использованием, в основном, свободного программного обеспечения, за исключением звукового редактора. Фильм создан некоммерческой организацией Blender Foundation.
Сам фильм также распространяется свободно и может свободно использоваться как угодно и кем угодно.
Для его создания использовались такое свободное ПО как Blender (трёхмерная графика), GIMP (двумерная графика и текстуры) и т. д. Полный список размещён в титрах.

## Работа над фильмом
В 2005 году был организован проект The Orange Movie Project, и, весной 2006 года (через 8 месяцев с момента начала работ) фильм Elephants Dream был опубликован в Интернете для свободного скачивания.
Проект создания фильма был полностью открыт и каждый мог принять в нём участие. Например, любой мог присоединиться к написанию сценария для фильма или создать/отредактировать исходные модели.
Участники проекта также создали фонограмму и выполнили работы по оформлению.
Имена всех участников проекта были занесены в финальные титры в конце фильма.
Несмотря на то что фильм идёт лишь 11 минут, его рендеринг занял 125 дней на использованном для этих целей суперкомпьютере.

## Сюжет и объяснение
Фильм был сделан скорее в качестве эксперимента, нежели ради повествования, и поэтому обладает достаточно сумбурной и сюрреалистической атмосферой. Двое людей — старец Пруг (Proog), умудренный опытом, и Эмо (Emo, [ˈimoʊ]), немного нервный юноша, — живут в необычной конструкции, называемой «Машина». Пруг пытается раскрыть Эмо её природу, но последнему скучно, и он находит свои интересы. В фильме изначально авторы пытались показать абстракцию компьютера.
Из-за абстрактности в фильме не просто выделить главную мысль, и некоторые зрители критиковали его как бессмысленный, беспорядочный, и заслуживающий внимания только как демонстрация возможностей. Другие люди предлагали самые различные толкования. Например, этот комментарий на slashdot.org описывает такую точку зрения, что Пруг представляет собой логическое полушарие головного мозга, в то время как Эмо — творческую половину. Пруг не может терпеть творческое и непредсказуемое бытие в его бережно построенном и изолированном логичном мире, поэтому он пытается доминировать над Эмо и в конце концов нападает на него. Другая теория связана с теорией эволюции: Пруг и Машина представляют собой соответственно ДНК и многоклеточную жизнь, а Эмо — митохондрию и не может понять сложность Машины.
Бассам Курдали, режиссёр «Elephants Dream», следующим образом поясняет сюжет фильма :

"История очень проста. Я даже не уверен, что её можно назвать завершённой. Речь идёт о том, каким образом люди создают идеи, истории, вымыслы, сущности и сообщают или навязывают их другим. Таким образом Пруг создал (в своей голове) идею особого места (Машины), которую он пытается «показать» Эмо. Когда Эмо не признает его рассказ, Пруг в отчаянии ударяет его. В действительности это притча человеческих отношений: Вы можете думать о множестве вещей (деньги, религия, достояние) вместо машины Пруга, — сюжет не говорит, что создание идей это плохо, только намекает, что лучше делиться, чем навязывать их другим. Есть множество небольших подсказок об этом в фильме — множество небольших вещей имеют значение — но мы не слишком «зацикливались» на них, мы надеялись, что люди будут иметь собственные мысли о сюжете, и сделают свою версию фильма. Таким образом (и другими тоже) мы связали сюжет с идеей «свободного фильма».

Название «Elephants Dream» также неоднозначно. Первоначально название должно было быть «Machina», но оно было отброшено из-за проблем с произношением. Одной из мотиваций нового названия применительно к сюжету была английская идиома «Elephant in the room» (с англ. — «Слон в комнате»), относящаяся к не озвученному факту, что бесценный мир Пруга существует только для него.

## Музыка
Музыка для фильма Elephants Dream была написана немецким музыкантом Яном Моргенштерном (нем. Jan Morgenstern). Саундтрек фильма включает в себя следующие композиции:
1. The Wires (1:15)
2. Typewriter Dance (1:10)
3. The Safest Place (0:45)
4. Emo Creates (1:00)
5. End Title (1:31)
6. Teaser Music (1:14)
7. Ambience (1:49)

Все они бесплатно доступны для скачивания под лицензией CC BY-NC-ND.